# Schilderbrücke
Die Schilderbrücke (Deutschland), Wegweiserbrücke oder Verkehrszeichenbrücke (Österreich) beziehungsweise die Signalbrücke (Schweiz) ist Teil einer Straßenausstattung und dient als Trägersystem von wegweisender Beschilderung oder von Wechselverkehrszeichen. Sie wird überwiegend auf Autobahnen bzw. mehrstreifigen Innerortsstraßen verwendet und ermöglicht dort eine sichere Verkehrslenkung.
Eine solche Brücke besteht aus einer Riegel/Stiel-Konstruktion (Stahl- oder Aluminiumhohlkasten, seltener auch aus Beton), die auf Fundamenten seitlich der Fahrbahn befestigt wird und bei Bedarf mit einem Anprallsockel ausgestattet sind.
Neben der Brückenvariante ist auch eine einseitige Aufstellung (Ausleger bzw. Kragarm genannt) möglich, in der Schweiz auch Galgen genannt. In jedem Fall muss aufgrund der großen Windangriffsfläche eine statische Berechnung die Standsicherheit der Konstruktion nachweisen.

## Abbildungen (Beispiele)

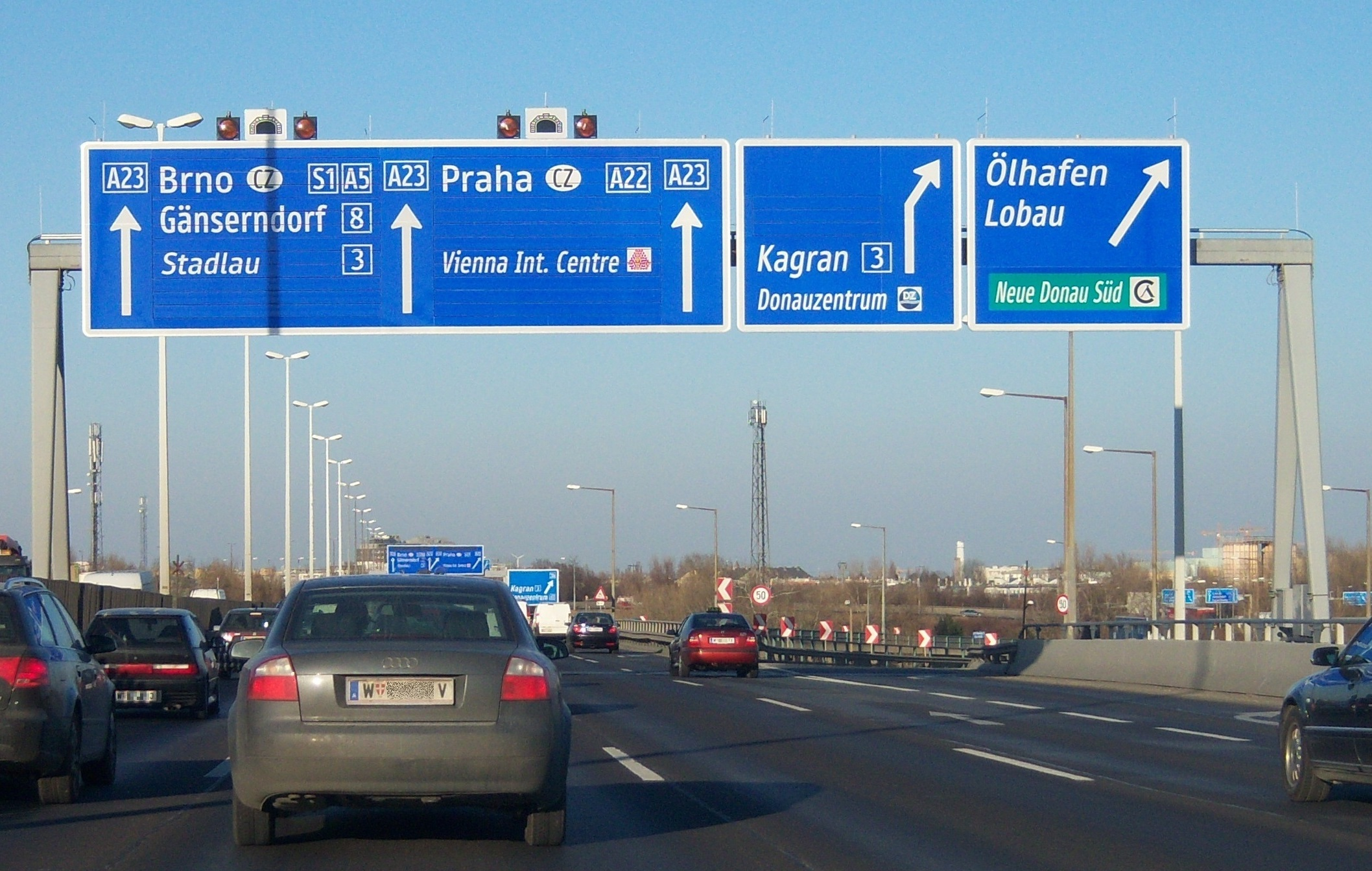
an der A23 am Knoten Kaisermühlen, Österreich
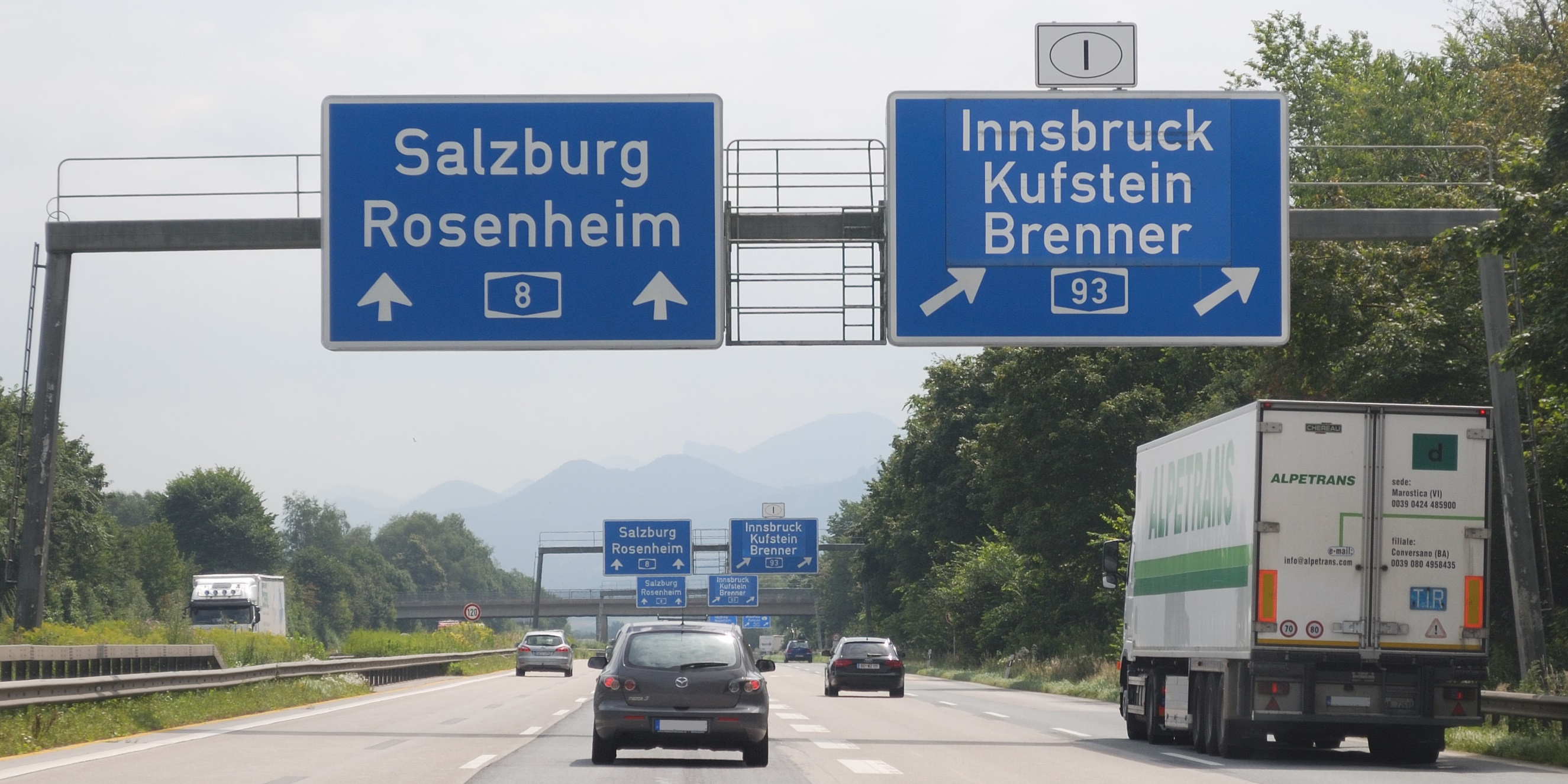
an der A8 am Dreieck Inntal, Deutschland
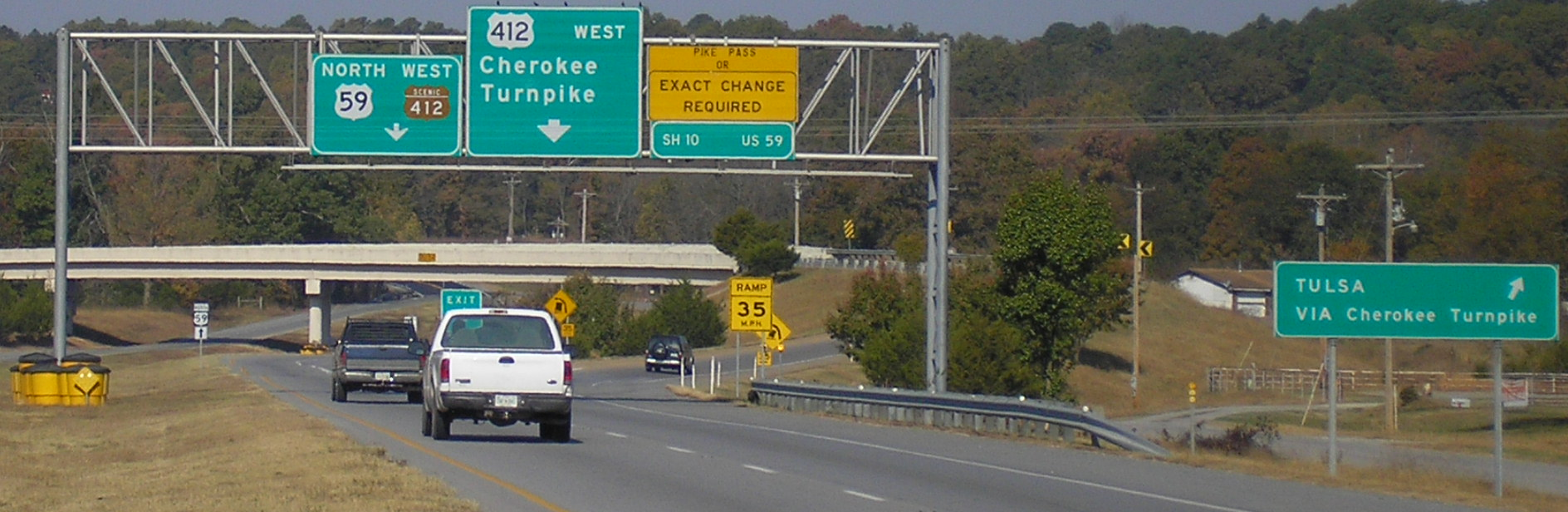
an der US 412 in Oklahoma, USA
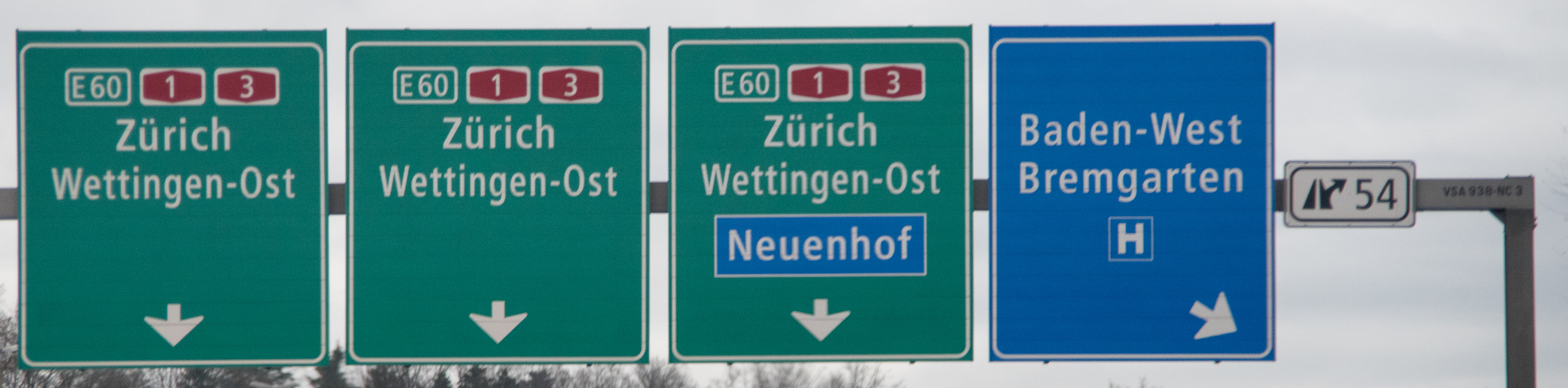
an der A1/A3 bei Baden AG, Schweiz
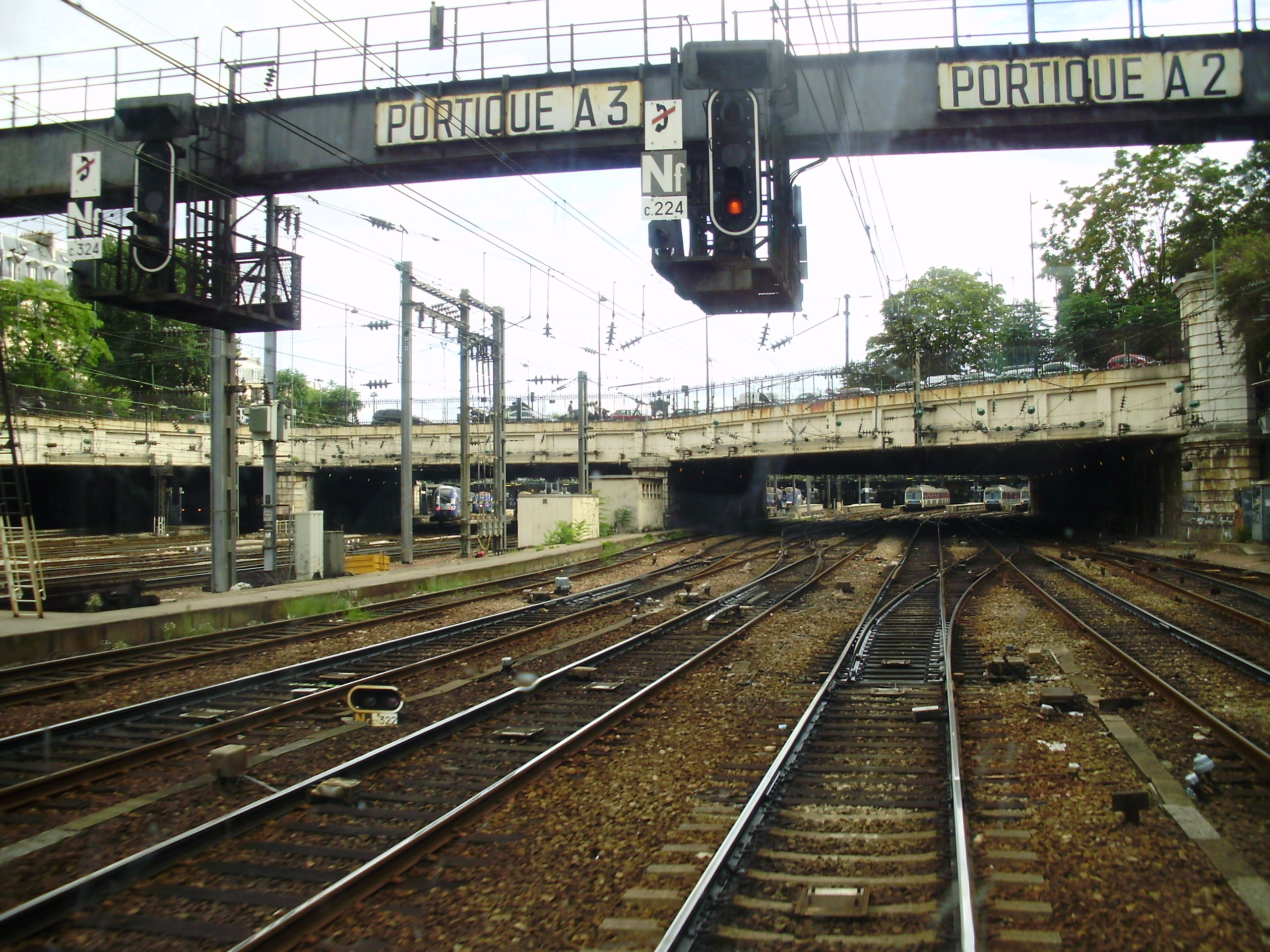
beim Bahnhof Paris-Saint-Lazare, Frankreich
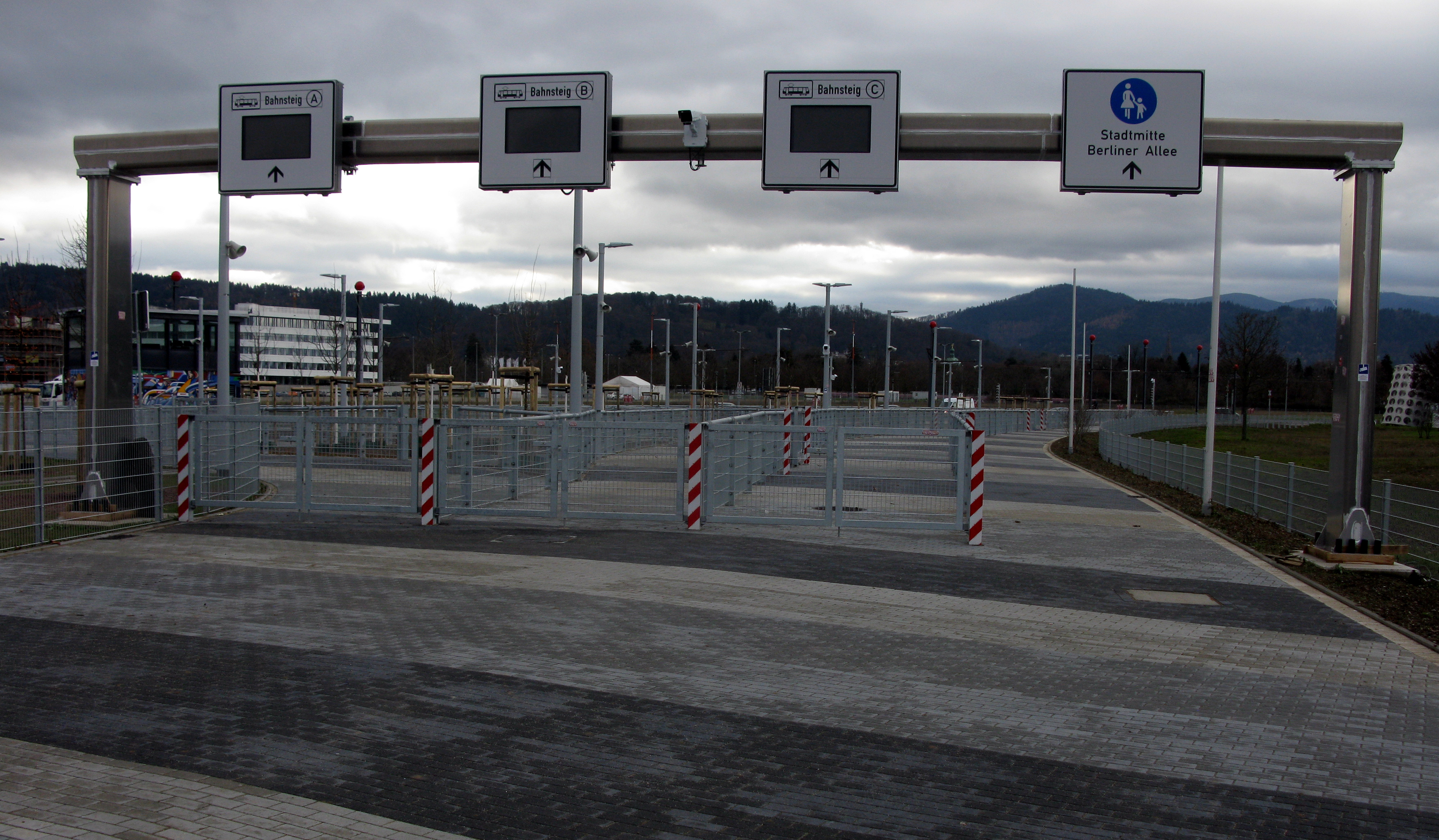
für Fußgänger an der Stadtbahnhaltestelle des Europa-Park-Stadions in Freiburg, Deutschland

## Normen und Standards
Deutschland
- Zusätzliche Technische Vertragsbedingungen und Richtlinien für Ingenieurbauten (ZTV-ING)

Österreich
- RVS 13.03.51 Wegweiserbrücken
- RVS 13.04.31 Wegweiserbrücken